# Johannes Baptista Rietstap

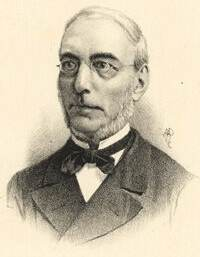
Johannes Baptista Rietstap

Johannes Baptista Rietstap (ur. 12 maja 1828 w Rotterdamie, zm. 24 grudnia 1891 w Hadze) – holenderski heraldyk.

## Zarys biografii i dokonania
Syn Willema Hendrika Rietstapa, agenta ubezpieczeniowego i Elibeth Herminy Renmert. Poślubił w 1857 Johannę Marię de Haas. Pracował jako stenograf parlamentarny. W styczniu 1887 uzyskał stanowisko pierwszego stenografa parlamentu holenderskiego. Od najmłodszch lat pasjonował się heraldyką, m.in. zbierając z wszelkich dostępnych źródeł herby rodzin europejskich.
Jego największym dziełem jest Armorial Général. Précéde d'un dictionnaire des termes du blason. Wydanie pierwsze, opublikowane w Goudzie w 1861, zawierało wizerunki 46 tys. herbów europejskich rodzin arystokratycznych, szlacheckich, mieszczańskich i chłopskich. Wydanie uzupełnione ukazało się w latach 1884-1887 i zawierało już ok. 80 tys. herbów. Dodatkowe dwa tomy zawierają opisy 116 tysięcy herbów, w tym także nie uwzględnionych w woluminach z wizerunkami. Ponieważ ilustracje (czarno-białe) oraz opisy przedstawiały tylko same tarcze herbowe, Rietstap wydał dodatkowy tom z opisami klejnotów części przedstawionych herbów.
Armoire general (Herbarz ogólny) jest największym wydanym drukiem zbiorem herbów europejskich, zawierającym również mniej znane heraldyce zachodnioeuropejskiej herby chorwackie, czarnogórskie, polskie, rosyjskie, serbskie, słoweńskie czy węgierskie. Herbarz wydany był w kilku wznowieniach i reprintach, m.in. w 1934 w Berlinie (wzbogacony uzupełnieniami), w 1950 w Hadze i 1972 w Londynie. Herbarz wydany jest również w wersjach elektronicznych (w formatach CD i DVD), a także jest dostępny (wersja opisów herbów) w internecie. Najobszerniejszy suplement do herbarza Rietstapa wydali w 1967 w Londynie Victor Rolland i H.V. Rolland (Supplement to the Armorial Général by J.B. Rietstap, Heraldry Today). 
Dzieło Rietstapa zawiera zbiór herbów z rozmaitych źródeł - herbarzy, archiwaliów i materiałów ikonograficznych, jednakże intencją autora była jedynie rejestracja herbów, bez analizy krytycznej. Dlatego w zbiorze występują błędy, nie zawinione przez autora, a będące powtórzeniem pomyłek z innych źródeł. Ponadto jest to typowy herbarz, nie zawiera więc informacji dotyczących rodzin i rodów. Pod wizerunkiem herbu widnieje zazwyczaj tylko nazwisko posługującej się nim rodziny, często z dopiskiem lokalizującym ją terytorialnie, i niekiedy ze skrótem tytułu arystokratycznego.
Mniej znany dziełem Rietspapa jest Handboek der Wappenkude (Podręcznik heraldyki), wydany w Lejdzie w 1856 i wielokrotnie wznawiany, m.in. w Niemczech i Anglii.

## Najważniejsze dzieła
- Armorial général : précédé d'un dictionnaire des termes du blason Gouda, 1884-1887
- Handboek der wapenkunde ,Gouda, Van Goor, 1857
- Stam- en wapenboek van aanzienlijke Nederlandsche familiën. Wapenboek van den Nederlandschen adel, Groningen, Wolters, 1883–1887, reprint: Den Haag, Centraal Bureau voor Genealogie, 2005, ISBN 90-5802-000-2
- Heraldieke bibliotheek : tijdschrift voor geslacht- en wapenkunde, 's-Gravenhage, Nijhoff, 1879-1883